# Programación tácita
La programación tácita  es un paradigma de programación en el cual la definición de una función no incluye información sobre los argumentos de la misma. La simplicidad de esta idea permite que diferentes lenguajes de programación, como el Lenguaje de programación J y APL, puedan incorporarla.
- Datos: Q3305965